# Микитюк Ірина Романівна
Микитюк Ірина Романівна (псевдонім Iryna Elsa, 19 січня 1986) — засновниця, власниця та головний дизайнер бренду ELSA FAIRY DRESSES, відзначена премією «ПРОРИВ РОКУ 2020» від Ukraine Fashion Association (за рейтингом Української Асоціації Індустрії Моди)
, учасниця показів в рамках тижнів моди в Мілані, Парижі, Нью-Йорку, Лос-Анджелесі, Маямі.

## Біографія

### Родина і особисте життя
Ірина Микитюк народилася у селі Кам'яна Сторожинецького району Чернівецької області у 1986 році, у звичайній українській родині. Батьки Ірини були математиками, що у 1990-х роках перейшли до підприємницької діяльності. Завдяки підтримці родини здобула музичну та вищу економічну освіту. Деякий час Ірина Микитюк професійно займалася легкою атлетикою.
Ірина Микитюк перебуває у шлюбі з 2013 року, має 2 дітей (Іраклій Майсурадзе, Катерина Марія Майсурадзе). У 2022 році внаслідок Повномасштабного вторгнення Російської Федерації в Україну переїхала з сім'єю до США, місто Форт Лодердейл, Флорида. Після одруження та народження сина у 2014 році, Ірина Микитюк здобуває третій магістерський ступінь у галузі практичної психології та розпочинає вивчення тенденцій дитячої святкової моди, саме дівочої, що в майбутньому спонукало її до обрання модельєрської та дизайнерської професій.

### Професійна діяльність та шлях бренду
Три роки Ірина Микитюк працювала продавцем-консультантом в  компанії Marin Group, що займається виготовленням та продажем дитячих суконь та займає власну нішу на міжнародному ринку. Однак, відчуваючи брак розвитку й подальших перспектив, Ірина розвиває свій авторський погляд на дитячу сукню. Здобутий досвід та навички спонукали її до прийняття рішення про створення власного бренду та реєстрації торгової марки ELSA FAIRY DRESSES у 2014 році, що спеціалізується на виготовленні кутюрних вечірніх суконь для івентів, заходів, зйомок тощо. 
У березні 2019 року бренд  ELSA FAIRY DRESSES презентував свою першу колекцію суконь в рамках Main People Fashion Show у Львові, чим розпочався новий етап у творчій та професійній діяльності Ірини Микитюк. 
Бренд починає активно заявляти про себе на модельєрському ринку суконь України. 13 жовтня того ж року, під час заходу Junior Fashion Week на АртПричалі(м. Київ), було продемонстровано 20 моделей суконь від ELSA FAIRY DRESSES.
27 грудня 2020 року Ірину та її бренд ELSA FAIRY DRESSES було удостоєно номінації Прорив року: Дизайнер (бренд) дитячого одягу від організації Ukrainian Fashion Industry Awards на одному рівні з іншими відомими модельєрами та дизайнерами України. 

З 2020 року український бренд Ірини Микитюк виходить  у міжнародну площину та заявляє про себе за межами України. 13 січня 2020 року в рамках заходу International KIDS Fashion WEEK у Грузії відбувалась презентація колекції суконь бренду для зарубіжної аудиторії.
Разом з першими успіхами на міжнародному ринку, Ірина та її бренд продовжують брати активну участь в найважливіших подіях для модельєрського бізнесу в Україні. 27 червня 2020 року ELSA FAIRY DRESSES презентує свою нову колекцію в рамках фестивалю Ukrainian Fashion Kids. 
14-15 листопада 2020 року бренд Ірини Микитюк ELSA FAIRY DRESSES став обличчям 15-го тижня моди та відкриття ODESSA FASHION WEEK 2020 у Одесі.
2021 рік також ознаменований створенням колекції суконь FAIRY STORY 21. Презентація виробів відбулась 25 лютого 2021 року, її було продемонстровано в рамках участі дизайнерки Ірини Микитюк та бренду ELSA FAIRY DRESSES в «EVOLUTION. 5 FASHION VIBES MILANO».
У 2021 році бренд ELSA FAIRY DRESSES презентував колекцію суконь в рамках показу MILAN FASHION WEEK 2021/22 у Мілані. 
21 жовтня 2021 року Ірина та її бренд взяли участь у заході Junior Fashion Week, на якому відбулась презентація колекції суконь Illusion. Цю ж колекцію було продемонстровано на заході Kasta Morelly Fashion Week в місті Яси, Румунія. 
Разом з вторгнення Російської Федерації на території України у 2022 році, розпочинається новий етап у історії бренду та Ірини Микитюк. Попри складні обставини, бренд продовжував розвиватися, до прикладу в 2023 році було почато публікацію журналу бренду - Travel with Elsa. У зв'язку з переїздом до Сполучених Штатів, бренд починає активно орієнтуватися на американський ринок суконь, відкриваючи для себе нові можливості. Таким чином, у листопаді 2023 року Ірина Микитюк та її бренд беруть участь на модній виставці  International Orlando Fashion Week у Флориді.
Присутність бренду на американському ринку посилюється у 2024 році. ELSA FAIRY DRESSES стає офіційним партнером національного конкурсу краси Miss Mundo Latina USA 2024. Окрім цього, бренд представив нову колекцію в рамках MIAMI ART BASEL 2024. Також бренд стає офіційним партнером конкурсу краси Miss Earth USA 2025.

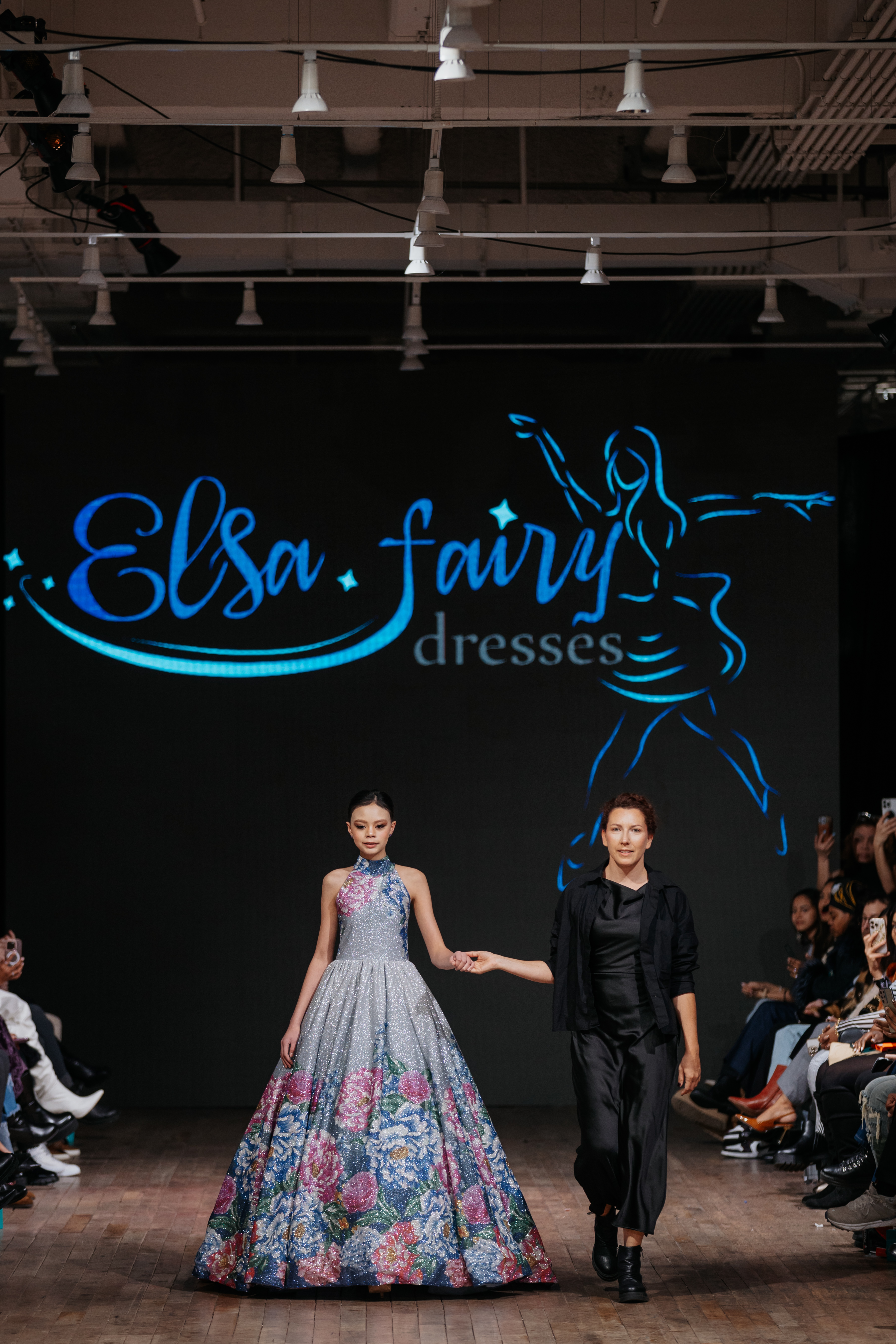
Ірина Микитюк та модель у сукні бренду Elsa Fairy Dresses під час подіумного показу у Нью-Йорку

Однією з найважливіших подій у житті бренду ELSA FAIRY DRESSES є подіумні покази суконь у Нью-Йорку на заході New York Fashion Week 6-7 вересня 2024 року, що закріпили попередні міжнародні успіхи української дизайнерки. 
Станом на 2025 рік, бренд ELSA FAIRY DRESSES розвиватися і набирати популярності на міжнародному, зокрема і на західноєвропейському, ринку. У березні 2025 року відбувся показ нової коллекції кутюр в Парижі, столиці Франції. Бренд також став учасником Paris Fashion Days восени 2025 та взимку 2026 років. 
ELSA FAIRY DRESSES став першим дитячим брендом, що взяв участь в офіційному показі Miami Swim Week 2025. 

### Освіта
- 2003-2008: Чернівецький Національний Університет, магістр з маркетингу з відзнакою, м.Чернівці;
- 2007-2009: Чернівецький торговельно-економічний інститут Державного торговельно-економічного університету, магістр фінансів з відзнакою, м. Чернівці.
- 2016-2019: Чернівецький Національний Університет, магістр з Практичної психологіі, м.Чернівці;

## Відзнаки
Ірина Микитюк щороку демонструє високий рівень розвитку дитячого напрямку вечірньої кутюрної моди в Україні та світі, представляє власний бренд ELSA FAIRY DRESSES на ринку США. Її діяльність відзначена престижними нагородами, серед яких:
- Національна премія «ПРОРИВ РОКУ 2020» від Ukraine Fashion Association (за рейтингом Української Асоціації Індустрії Моди)[27]
- BEST KIDS DESIGNER Of The Year 2023 від International Fashion Week Dubai[28]

## Інтерв'ю та авторські статті
- Ірина Микитюк для ELLE Serbia, 2025 рік[29].
- Ірина Микитюк та бренд Elsa Fairy Dresses на Paris Fashion Days 2025[30]
- Ірина Микитюк для L'Officiel BALTIC[31]
- Український бренд Elsa Fairy Dresses на Paris Fashion Days[32]
- Ірина Микитюк для Fashion Week Online[33]
- Ірина Микитюк для жіночого журналу MarieClaire[34]
- Ірина Микитюк для Fashion Luxury[35]